# Topomyia vijayae
Topomyia vijayae is een muggensoort uit de familie van de steekmuggen (Culicidae). De wetenschappelijke naam van de soort is voor het eerst geldig gepubliceerd in 1975 door Ramalingam.